# Fredi Princ Mlađi
Fredi Princ Mlađi (engl. Freddie Prinze, Jr., 8. mart, 1976) je američki glumac. Postao je poznat krajem 1990-ih i početkom 2000-ih, igrajući u nekoliko holivudskih filmova, namenjenih tinejdžerima, kao što su Znam šta ste radili prošlog leta, Još uvek znam šta ste radili prošlog leta i Skubi Du. Gostovao je i u televizijskim sitkomima, uključujući i Prijatelje.

## Spoljašnje veze
- Fredi Princ Džunior на веб-сајту  (језик: енглески)